# Barockgarten St. Ulrich

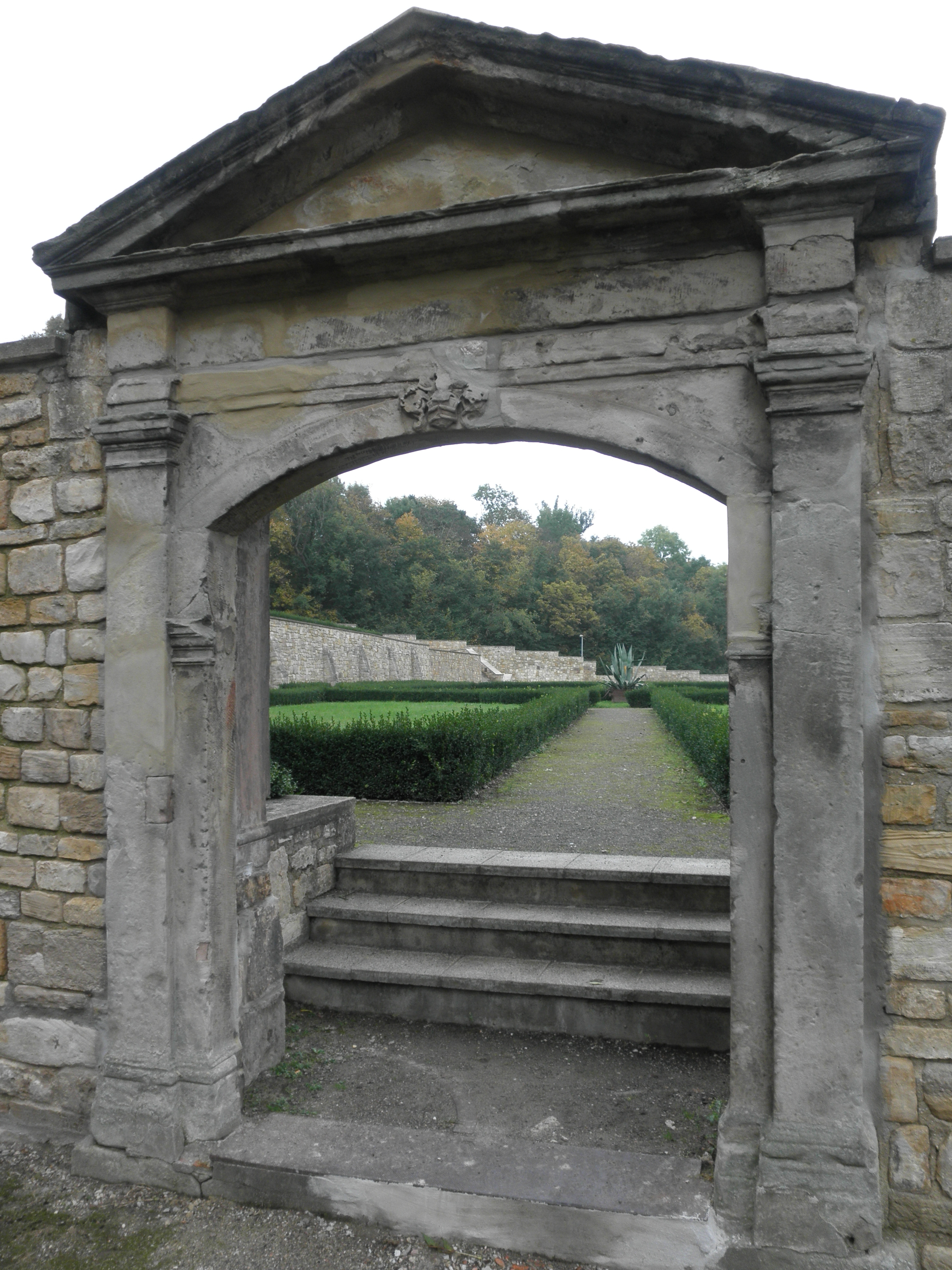
Portal zum Barockgarten mit Wappen der Familie von Breitenbauch

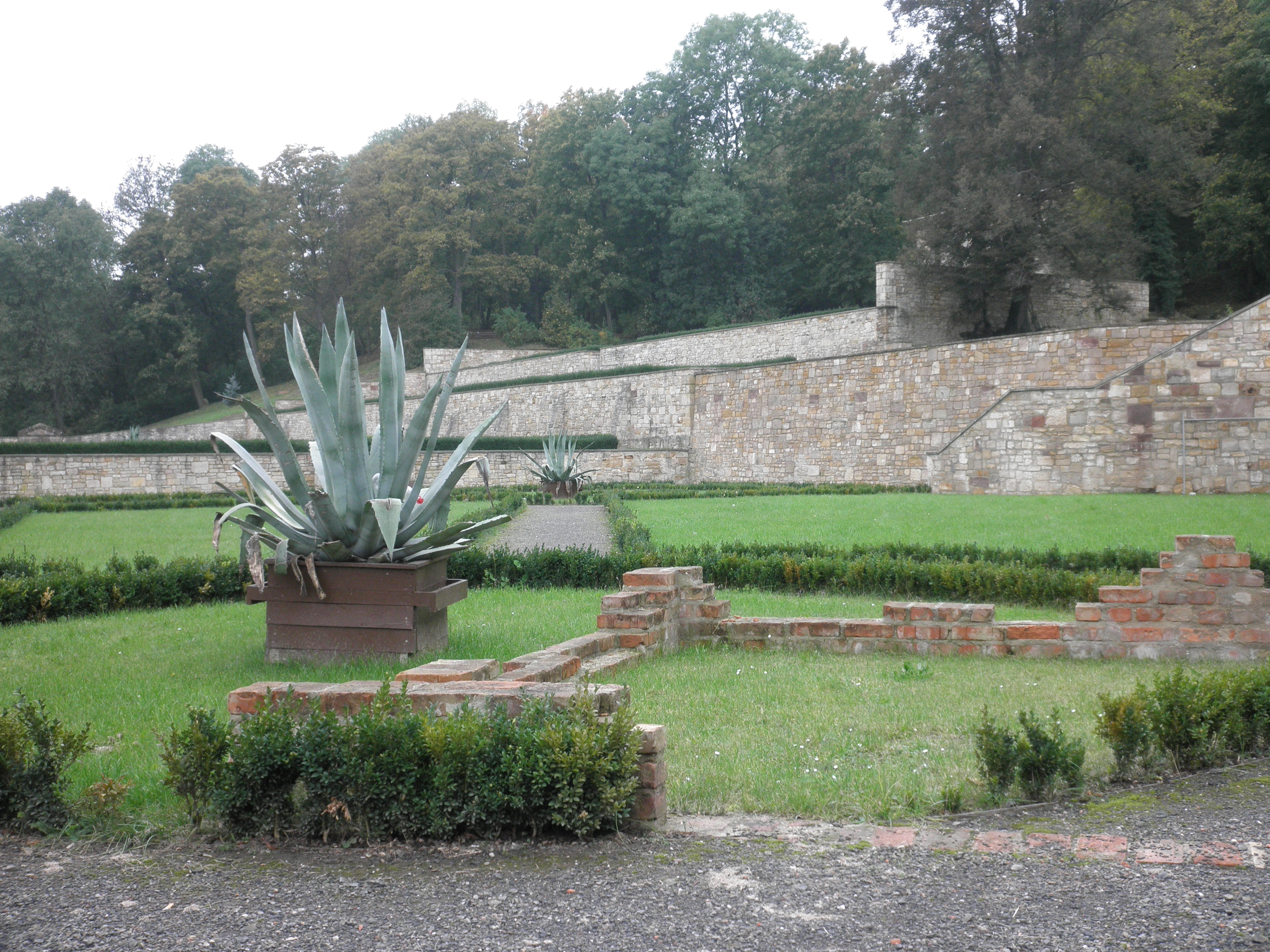
Barockgarten Sankt Ulrich 2010

Der Barockgarten St. Ulrich in Mücheln (Geiseltal) wurde unter den Herren von Breitenbauch um das Jahr 1720 gegenüber seinem Rittergut und Wasserschloss St. Ulrich in Südhanglage angelegt.
Der Garten war von einer hohen Mauer aus Kalkbruchsteinen umgeben, durch die man über zwei seitliche Portale in den Garten gelangte. Neben diesen Eingängen standen je zwei lebensgroße Skulpturen, die die vier Jahreszeiten symbolisierten. Es handelte sich insgesamt um eine als prunkvoll geschilderte Gartenanlage mit den typischen Elementen eines Barockgartens, streng symmetrisch und gegliedert nach einer Sichtachse von Portal zu Portal. Drei künstliche Terrassen mit etwa gleich hohen Stufen wurden geschaffen, ebenfalls aus Kalkbruchsteinen. Später kam als Abschluss nach oben ein Teehaus in klassizistischem Stil hinzu, in dem gefeiert wurde. In den Jahren 1921 bis 1925 ließ Karl Roderich von Helldorff, der damalige Besitzer von Schloss und Gut Sankt Ulrich, den Garten architektonisch und gärtnerisch neu gestalten. Unter anderem kamen zwölf Putten als figürlicher Schmuck hinzu.
Nach dem Zweiten Weltkrieg, mit der Enteignung der Familie von Helldorff, wurde der Barockgarten vernachlässigt. Besonders in den 1970er Jahren kam es zu Verfall und Zerstörung der Anlagen. Der Figurenschmuck verschwand, sowohl die symbolischen vier Jahreszeiten als auch die zwölf Putten. Das Teehaus wurde fenster- und dachlose Ruine. Seit 1993 kommt es schrittweise zu teilweiser Wiederherstellung des Barockgartens. So wurden die Kalkbruchsteinmauern originalgetreu wieder aufgebaut.
Benachbart zum Terrassengarten befindet sich ein Landschaftspark, ebenfalls um 1720 unter den von Breitenbauch – in englischem Stil – angelegt. Er besitzt über 250 Jahre alte, auch seltene Bäume. Ein Staudengarten im Park verschwand nach 1945. Ein Badehaus wurde abgerissen, das dazugehörige Badebecken verfüllt. Erhalten blieb unter anderem eine Bank aus Sandstein mit figürlichem Schmuck. Der seit 1977 geschützte Park macht heute wieder einen gepflegten Eindruck.